# Orfeo Angelucci

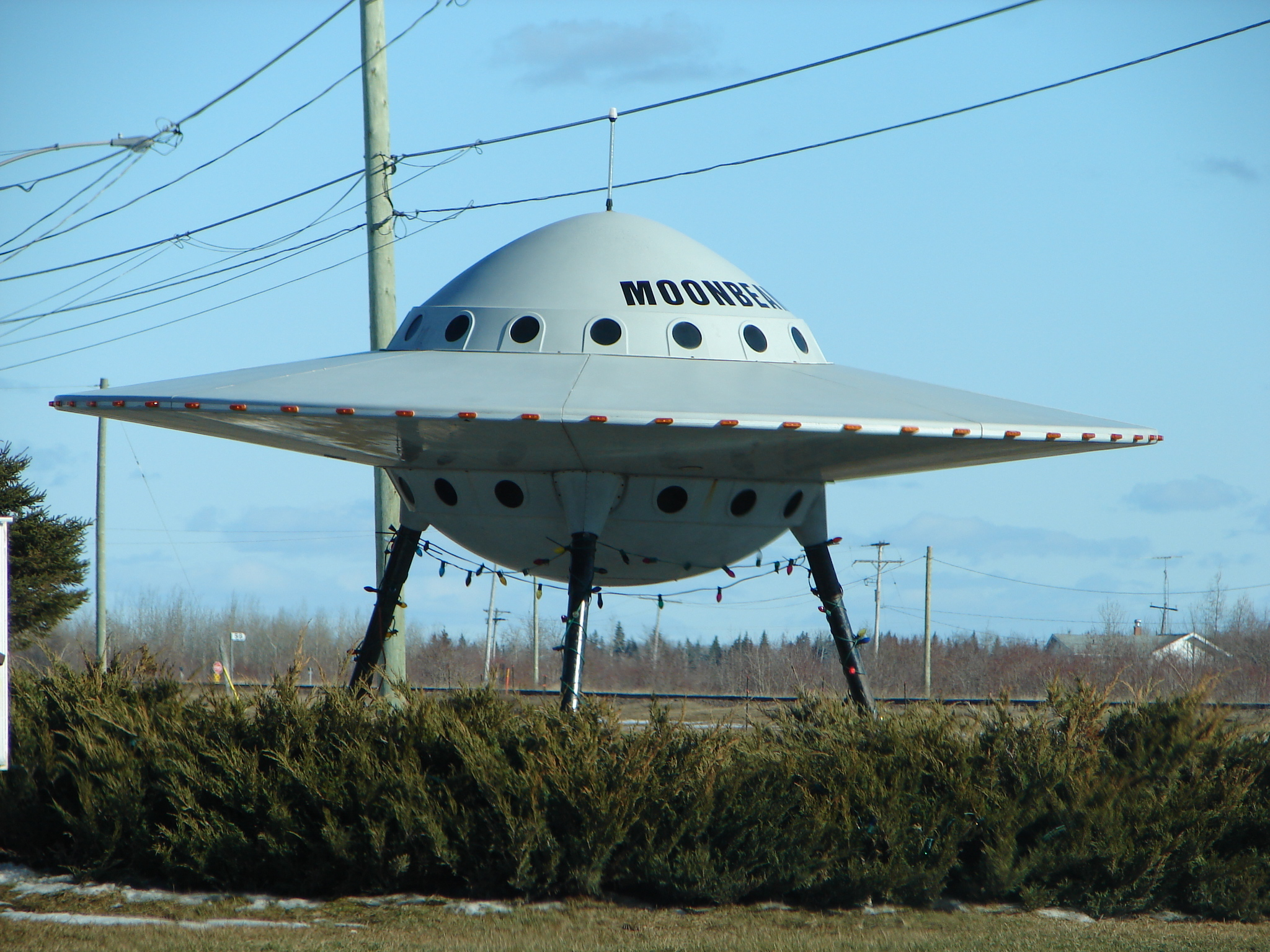
Construcție sub formă de OZN din Moonbeam, Ontario, Canada

Orfeo Matthew Angelucci (Orville Angelucci) (n. 25 iunie 1912, Trenton, New Jersey – d. 24 iulie 1993, California) a fost unul dintre cei mai neobișnuiți contactați de la mijlocul anilor 1950 care pretindeau a fi în contact cu extratereștrii.
Cea mai mare a vieții sale, Angelucci a susținut că suferă din cauza sănătății precare și a nervozității extreme și în cele din urmă s-a mutat din motive legate de sănătate la Trenton, New Jersey în California în 1948, unde a primit un loc de muncă pe linia de asamblare de la fabrica de aeronave Lockheed din Burbank. Un alt contactat, George Van Tassel era, de asemenea, angajat în acea perioadă la fabrica respectivă.
În cărțile sale, Angelucci spune că era deosebit de îngrozit de furtuni și a fost atras de California, pentru că a auzit că descărcările electrice erau foarte rare acolo. Angelucci a scris prima sa versiune pseudoștiințifică privind materia, energia și viața, The Nature of Infinite Entities (Natura entităților infinite) în 1952, bazată pe o "cercetare" anterioară în Trenton, inclusiv pe baza lansării unui grup gigant de baloane meteorologice.
Începând cu vara anului 1952, potrivit scrierilor lui Angelucci în cartea The Secret of the Saucers (Secretul Farfuriilor) (1955), el a început să se întâlnească cu farfurii zburătoare și cu piloții acestora umani și prietenoși în timpul drumurilor sale de acasă la fabrica de aeronave. Acești supraoameni din spațiul cosmic i-a descris ca fiind frumoși, de cele mai multe ori transparenți și extrem de spirituali. În cele din urmă Angelucci a fost luat într-o farfurie fără pilot și dus pe orbita Pământului unde a văzut o uriașă "navă-mamă" trecând prin dreptul hubloului. El a descris, de asemenea, că a experimentat o "lipsă a timpului" și în cele din urmă și-a amintit că a trăit timp de o săptămână în corpul unui "frate spațial" de pe Neptun, într-o societate mult mai evoluată de pe "cel mai mare asteroid" care a rămas ca urmare a unei planete distruse, în timp ce corpul său obișnuit era într-o totală zăpăceală în fabrica de aeronave.
În cartea sa de mai târziu, The Son of the Sun (Fiul Soarelui), Angelucci a prezentat un alt caz, al unui medic care s-a prezentat ca fiind Adam, ale cărui experiențe au fost similare cu cele ale lui Angelucci. A publicat, de asemenea, mai multe broșuri despre frații spațiali, cum ar fi Million Year Prophecy (1959), Concrete Evidence (1959) și Again We Exist (1960).